# Jimmy T. Murakami
Teruaki "Jimmy" Murakami (村上輝明, Murakami Teruaki) 5 de juny de 1933 – 16 de febrer de 2014) va ser un animador i director de cinema estatunidenc amb una llarga carrera treballant a nombrosos països. Entre les seves obres més conegudes es troben les adaptacions animades dels llibres de Raymond Briggs When the Wind Blows i The Snowman. Va ser nominat a l'Oscar al millor curtmetratge d'animació per The Magic Pear Tree (1968).

## Primers anys i educació
El 5 de juny de 1933, Murakami va néixer a San Jose (Califòrnia). Als 9 anys, després de la signatura de l'Ordre executiva 9066, Murakami va ser internat amb la seva família de japonesos americans al centre de recolocació de Tule Lake, un camp de concentració al nord de Califòrnia. Després del final de la Segona Guerra Mundial, Murakami i la seva família es van establir a Los Angeles, Califòrnia.
Murakami va assistir al Chouinard Art Institute a Los Angeles.

## Carrera
El 1955, Murakami va ser animador a l'UPA a Burbank. Murakami va treballar al Boing Boing Show.
Després d'una curta estada amb Toei Animation a Tòquio, Murakami es va unir a TVC a Londres el 1960. Va tornar a Los Angeles el 1965 i va establir Murakami Wolf Productions. Murakami es va traslladar a Irlanda el 1971 i va establir Quarteru Films.
Murakami va formar Murakami-Wolf Films amb Fred Wolf.
També va dirigir el videoclip. per a "King of the Mountain", el single de l'àlbum de Kate Bush Aerial. El 1989, amb el seu antic soci Fred Wolf, va establir Murakami Wolf Dublin per produir l'exitosa sèrie d'animació Teenage Mutant Ninja Turtles.
També va treballar en 3 pel·lícules per a Roger Corman als anys 70-80, inclosa la direcció de Battle Beyond the Stars, així com Les pêcheurs de perles per a Pascavision el 1993.
Murakami va ser objecte d'un llargmetratge documental de 2010 realitzat per la directora irlandesa Sé Merry Doyle i produït per Martina Durac i Vanessa Gildea de Loopline Films anomenat Jimmy Murakami - Non Alien que es va estrenar al Stranger than Fiction Film Festival de l'Institut de Cinema irlandès de 2010.

## Vida personal
Murakami va morir als 80 anys el 16 de febrer de 2014 a Dublín, Irlanda. Li va sobreviure la seva dona, Ethna i les seves dues filles.

## Filmografia

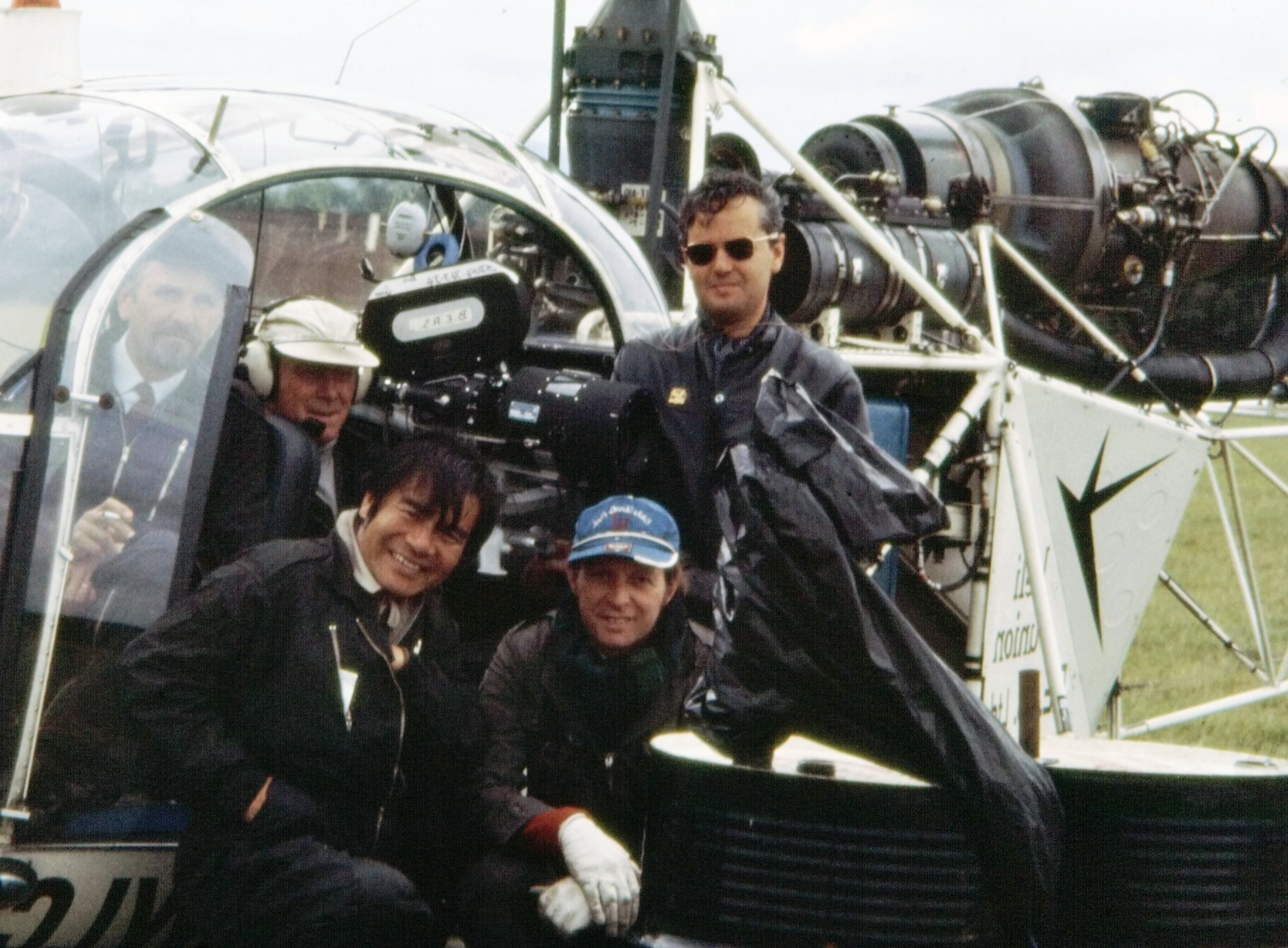
Equip de càmera de Von Richthofen & Brown, 1970. Peter Peckowski i Peter Allwork a la cabina. Jimmy Murakami, Shay Corcoran, Lynn Garrison

| Any       | Títol                                    | Animació | Director   | Productor | Guionista | Notes |
| --------- | ---------------------------------------- | -------- | ---------- | --------- | --------- | --- |
| 1957      | Trees and Jamaica Daddy                  | Sí       |            |           |           | Dissenyador Curt (segment "Jamaica Daddy")                                                                |
| 1958      | Sailing and Village Band                 | Sí       |            |           |           | Dissenyador Curt (segment "Village Band")                                                                 |
| 1959      | Picnics Are Fun and Dino's Serenade      | Sí       |            |           |           | Dissenyador Curt (segment "Dino's Serenade")                                                              |
| 1959      | 1001 Arabian Nights                      | Sí       |            |           |           | Maquetador (sense acreditar) Pel·lícula de cinema                                                         |
| 1959      | The Violinist                            | Sí       |            |           |           | Animador Curt                                                                                             |
| 1961      | The Insects                              | Sí       | Sí         |           | Sí        | Animador Curt                                                                                             |
| 1964      | The Top                                  | Sí       | Sí         |           | Història  | Animador Curt                                                                                             |
| 1965      | Charley                                  |          | Sí         |           |           | Telefilm                                                                                                  |
| 1967      | George... the People                     | Sí       | Sí         |           |           | Animador Curt                                                                                             |
| 1967      | The Box                                  |          |            | Sí        |           | Curt |
| 1967      | Breath                                   | Sí       | Sí         | Sí        | Història  | Animador i dissenyador Curt                                                                               |
| 1968      | The Magic Pear Tree                      |          |            | Sí        | Història  | Curt Oscar nomination                                                                                     |
| 1969      | The Good Friend                          |          | Sí         | Sí        |           | |
| 1971      | The Point                                |          |            | Sí        |           | Pel·lícula, no acreditat                                                                                  |
| 1971      | Von Richthofen and Brown                 | Sí       |            | Associat  |           | Director d'art i director de segona unitat (sense acreditar) Pel·lícula                                   |
| 1972      | Clerow Wilson and the Miracle of P.S. 14 | Sí       |            |           |           | Animador Telefilm                                                                                         |
| 1973      | The Naked Ape                            | Sí       |            |           |           | Animador Pel·lícula                                                                                       |
| 1974      | The Mad Magazine TV Special              |          | Sí         |           |           | Telefilm                                                                                                  |
| 1974      | Free to Be... You & Me                   | Sí       |            |           |           | Animador i dissenyador gràfic Telefilm                                                                    |
| 1975      | Passing                                  |          | Sí         |           |           | Curt |
| 1979      | Death of a Bullet                        |          | Sí         |           |           | Curt |
| 1980      | Humanoids from the Deep                  |          | Sí         |           |           | Sense acreditar Pel·lícula                                                                                |
| 1980      | Battle Beyond the Stars                  |          | Sí         |           |           | Pel·lícula                                                                                                |
| 1981      | Heavy Metal                              | Sí       | Sí         |           |           | Animador Pel·lícula (segment "Soft Landing")                                                              |
| 1982      | The Snowman                              |          | Supervisor |           |           | TV Short                                                                                                  |
| 1986      | When the Wind Blows                      |          | Sí         |           |           | Vídeo musical de David Bowie                                                                              |
| 1986      | When the Wind Blows                      | Sí       | Sí         |           |           | Animador de seqüències especials (segment ''Military Command Sequence'') Artista de storyboard Pel·lícula |
| 1988      | The Lion, the Witch, & the Wardrobe      | Sí       |            |           |           | Director d’animació Minisèrie, 2 episodis                                                                 |
| 1989      | Les tortugues ninja                      |          |            | Sí        |           | Sèrie de televisió, 6 episodis                                                                            |
| 1990      | Dream Express                            |          | Sí         |           | Sí        | Curt |
| 1992      | Urbanus: Het lustige kapoentje           | Sí       | Sí         | Sí        |           | artista de storyboard Curt                                                                                |
| 1993      | Opéra imaginaire                         |          | Sí         |           |           | Telefilm (segment "Pêcheurs de perles")                                                                   |
| 1995-1997 | The Story Keepers                        |          | Supervisor |           |           | Sèrie de televisió, 13 episodis                                                                           |
| 1998      | Oi! Get Off Our Train                    |          | Sí         |           |           | Curt de televisió                                                                                         |
| 1998      | The Bear                                 | Sí       |            |           |           | Consultor de storyboard Curt                                                                              |
| 2001      | Christmas Carol: The Movie               | Sí       | Sí         |           |           | Artista storyboard Pel·lícula                                                                             |
| 2005      | King of the Mountain                     |          | Sí         |           |           | Vídeo musical de Kate Bush                                                                                |
| 2008      | Sandpiper                                |          | Sí         |           |           | Short |
| 2010      | Jimmy Murakami: Non Alien                | Sí       |            |           |           | Animador & aparició de veu Documental                                                                     |